# Mischloach Manot

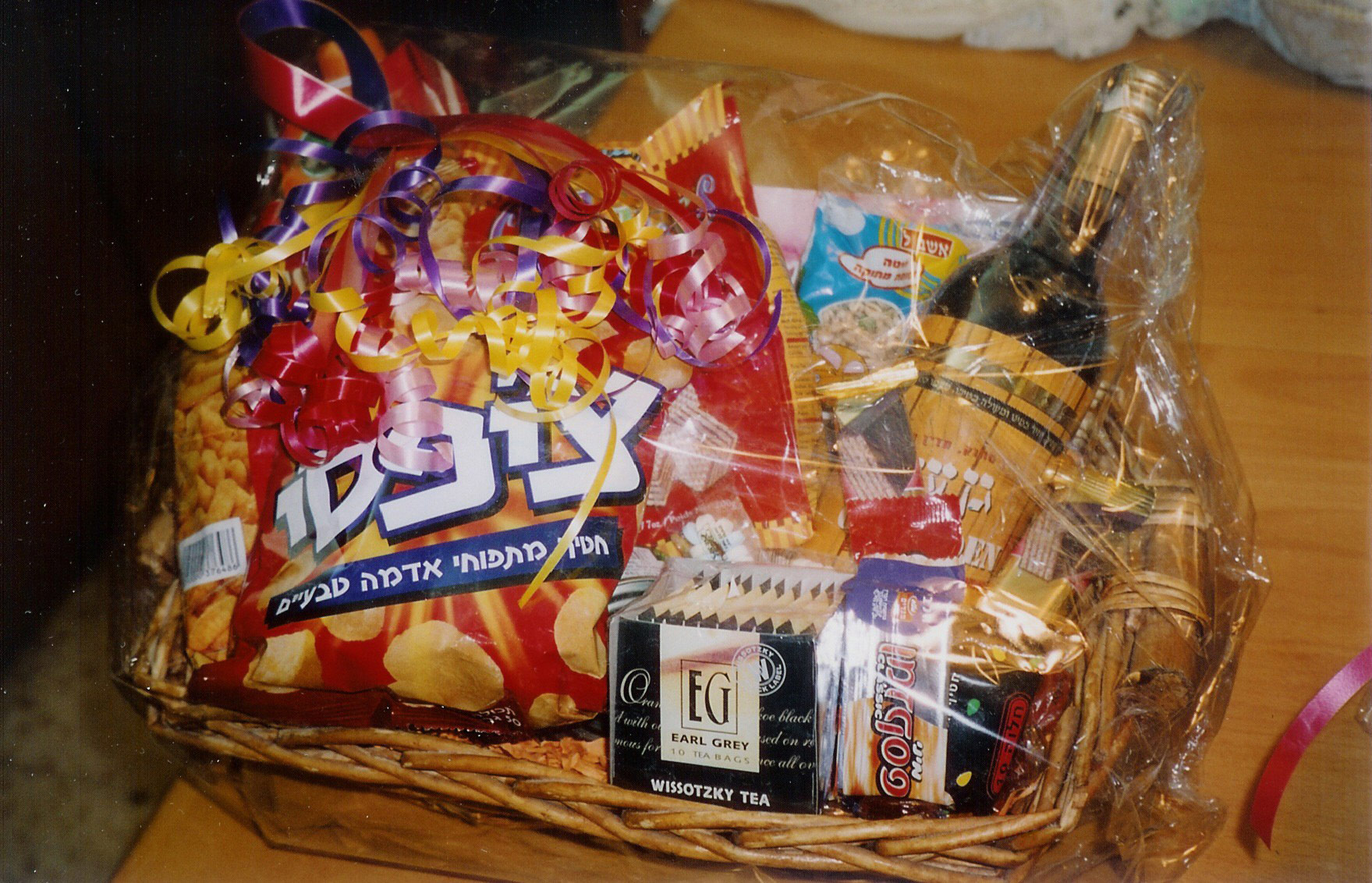
Mischloach Manot

Mischloach Manot (hebräisch משלוח מנות, auch Schlachmones) werden essbare Geschenke genannt, die Juden zu Purim zu Freunden schicken. Sie bestehen klassischerweise aus zwei Portionen, einer Mehlspeise und einer aus Obst. Auch Haman-Figürchen aus Ingwerteig und Hamantaschen (sephardisch = Hamanohren) werden verschenkt. Ursprünglich wurden dazu prunkvolle Behälter verwendet, heute nimmt man eigens dafür gebastelte oder gekaufte Schachteln oder Taschen.
Das jiddische Wort Schlachmones kommt vom Hebräischen „משלוח מנות“ und bedeutet wörtlich so viel wie „Portionen schicken“. In der Regel sind die Kinder die Überbringer für die Schlachmones. In Israel werden Schlachmones auch an die Soldaten der israelischen Armee geschickt.

## Hintergrund
Der Brauch basiert auf folgender Passage aus dem Buch Ester:
„Mordechai schrieb alles auf, was geschehen war. Er schickte Schreiben an alle Juden in allen Provinzen des Königs Artaxerxes nah und fern und machte ihnen zur Pflicht, den vierzehnten und den fünfzehnten Tag des Monats Adar in jedem Jahr als Festtag zu begehen. Das sind die Tage, an denen die Juden wieder Ruhe hatten vor ihren Feinden; es ist der Monat, in dem sich ihr Kummer in Freude verwandelte und ihre Trauer in Glück. Sie sollten sie als Festtage mit Essen und Trinken begehen und sich gegenseitig beschenken, und auch den Armen sollten sie Geschenke geben.“ – Ester, 9:20-22